# Yingcheng
Koordinaten: 30° 58′ N, 113° 35′ O
Die Stadt Yingcheng (chin. 应城市 Yìngchéng Shì) ist eine kreisfreie Stadt in der chinesischen Provinz  Hubei. Sie gehört zum Verwaltungsgebiet der bezirksfreien Stadt Xiaogan. Yingcheng hat eine Fläche von 1.234 km² und 606.600 Einwohner (Stand: Ende 2019).
Die neolithische Menbanwan-Stätte (Menbanwan yizhi 门板湾遗址) und die neolithische Taojiahu-Stätte (Taojiahu yizhi 陶家湖遗址) stehen seit 2001 bzw. 2006 auf der Liste der Denkmäler der Volksrepublik China.